# Lövångers landskommun
Lövångers landskommun var en tidigare kommun i Västerbottens län. Centralort var Lövånger och kommunkod 1952–66 var 2411.

## Administrativ historik
Lövångers landskommun (från början Löfångers landskommun) inrättades den 1 januari 1863 i Lövångers socken i Västerbotten  när 1862 års kommunalförordningar trädde i kraft. Den 19 mars 1937 inrättades Lövångers municipalsamhälle inom kommunen.
Kommunreformen 1952 påverkade inte indelningarna i området, då varken Västerbottens eller Norrbottens län berördes av reformen. Den 31 december 1963 upplöstes Lövångers municipalsamhälle.
År 1971 infördes enhetlig kommuntyp och Lövångers landskommun ombildades därmed, utan någon territoriell förändring, till Lövångers kommun. Tre år senare gick dock kommunen upp i Skellefteå kommun.

### Kyrklig tillhörighet
I kyrkligt hänseende tillhörde kommunen Lövångers församling.

## Kommunvapnet
Blasonering: I blått fält ett från ett svävande treberg uppväxande vinträd med röda druvklasar och åtföljd på vardera sidan av två mot trädets stam vända, bjälkvis ställda och stolpvis ordnade fiskar med röda fenor, allt av silver.
Detta vapen antogs av kommunen den 1 juni 1959. Vapnet var ej fastställt av Kungl. Maj:t. Se artikeln om Skellefteå kommunvapen för mer information.

## Geografi
Lövångers landskommun omfattade den 1 januari 1952 en areal av 563,88 km², varav 525,08 km² land.

### Tätorter i kommunen 1960
I Lövångers kommun fanns tätorten Lövånger, som hade 532 invånare den 1 november 1960. Tätortsgraden i kommunen var då 13,0 procent.

## Politik

### Mandatfördelning i valen 1938-1970
| 4 |  | 8 | 12 |

| 23 |

| 5 | 2 |  | 8 | 9 |

| 24 |

| 4 | 4 | 9 | 8 |

| 24 |

| 5 | 6 | 6 | 8 |

| 25 |

| 5 | 6 | 7 | 7 |

| 25 |

| 4 | 8 | 6 | 7 |

| 24 |

| 4 | 8 | 7 | 6 |

| 24 |

| 4 | 9 | 6 |  | 5 |

| 23 |

| 5 | 9 | 6 |  | 4 |

| 22 |